# Cardamine stenoloba
Cardamine stenoloba är en korsblommig växtart som beskrevs av William Botting Hemsley. Cardamine stenoloba ingår i släktet bräsmor, och familjen korsblommiga växter. Inga underarter finns listade i Catalogue of Life.